# VV Oldenzaal in het seizoen 1958/59
Het seizoen 1958/1959 was het vierde jaar in het bestaan van de Oldenzaalse betaaldvoetbalclub Oldenzaal. De club kwam uit in de Tweede divisie B en eindigde daarin op de negende plaats. Tevens deed de club mee aan het toernooi om de KNVB beker, hierin werd de club in de tweede ronde uitgeschakeld door Hengelo (2–0).

## Wedstrijdstatistieken

### Tweede divisie B
|       | Be Quick | Enschedese Boys | Go Ahead | Heerenveen | N.E.C. | Oosterparkers | PEC   | Rheden | Tubantia | Veendam | Velocitas | Zwartemeer | Zwolsche Boys |
| ----- | -------- | --------------- | -------- | ---------- | ------ | ------------- | ----- | ------ | -------- | ------- | --------- | ---------- | ------------- |
| Thuis | 2 – 4    | 2 – 1           | 2 – 3    | 2 – 2      | 1 – 3  | 4 – 0         | 2 – 1 | 1 – 1  | 3 – 1    | 2 – 1   | 1 – 1     | 0 – 1      | 0 – 2         |
| Uit   | 5 – 1    | 1 – 3           | 3 – 2    | 1 – 0      | 0 – 1  | 0 – 1         | 3 – 2 | 1 – 1  | 3 – 2    | 3 – 0   | 1 – 3     | 2 – 1      | 3 – 2         |

### KNVB beker
| 1e ronde                                            | Quick '20                     | 1 – 3 (0 – 1) | Oldenzaal                                            |
| 1 januari 1959 Plaats: Oldenzaal Oude Weerseloseweg | Herman Wienk 68'              |               | 35' Rien Ensing 75' Hennie Koopman 77' Gerrit Kuiper |
| 2e ronde                                            | Hengelo                       | 2 – 0 (2 – 0) | Oldenzaal                                            |
| 30 maart 1959 Plaats: Hengelo Sportpark De Waarbeek | Schutten 15' Toon Jongman 30' |               |                                                      |

## Statistieken Oldenzaal 1958/1959

### Eindstand Oldenzaal in de Nederlandse Tweede divisie B 1958 / 1959
| Stand | Gespeeld | Gewonnen | Gelijk | Verloren | Punten | Doelpunten voor | Doelpunten tegen |
| ----- | -------- | -------- | ------ | -------- | ------ | --------------- | ---------------- |
| 9e    | 26       | 9        | 4      | 13       | 22     | 41              | 48               |

### Topscorers
| #      | Naam           | Goal |
| ------ | -------------- | ---- |
| 1.     | Gerrit Kuiper  | 21   |
| 2.     | Johan Beuvink  | 5    |
| 2.     | Rien Ensing    | 5    |
| 4.     | Toon Valks     | 4    |
| 5.     | Hennie Koopman | 3    |
| 6.     | Jo Kaptein     | 2    |
| 7.     | Peter Hoomans  | 1    |
| Totaal | Totaal         | 41   |

| #      | Naam           | Goal |
| ------ | -------------- | ---- |
| 1.     | Rien Ensing    | 1    |
| 1.     | Hennie Koopman | 1    |
| 1.     | Gerrit Kuiper  | 1    |
| Totaal | Totaal         | 3    |